# 查三聘
查三聘（16世紀—17世紀），南直隸寧國府涇縣人，明朝文人。

## 生平
查三聘自幼有神童稱譽，文思敏捷，博覽群書，是萬曆十九年（1591年）辛卯科應天鄉試第二十五名舉人，研究先儒傳說，其門下總有數百人，著有《四書類典》、《五經秘旨》、《綱鑑輯》等書。

## 引用
1. 1 2  民國《涇縣志·卷十八·人物》：查三聘，萬曆辛卯舉人，幼以神童稱，文思敏捷，博覽群書，研究儒先傳說，遊其門者恒數百人，著有《四書類典》、《五經秘旨》、《綱鑑輯》要諸書。 採訪冊